# Серру-Вентозу
Серру-Вентозу (порт. Serro Ventoso) — район (фрегезия) в Португалии, входит в округ Лейрия. Является составной частью муниципалитета Порту-де-Мош. По старому административному делению входил в провинцию Эштремадура. Входит в экономико-статистический субрегион Пиньял-Литорал, который входит в Центральный регион. Население составляет 1114 человек на 2001 год. Занимает площадь 34,16 км².